# Christine-Zoë de Montjoye
Christine-Zoë de Montjoye, marquise de Dolomieu (1778-1849), fut la première dame d’honneur de la reine Marie-Amélie de Bourbon-Siciles de 1830 à 1848.

## Biographie
Fille de Gustave, comte de Montjoye, elle épouse Alphonse de Gratet, marquis de Dolomieu. Son père était un ami proche de Louis Philippe Ier, et l'avait suivi pendant son exil. Sa sœur Amélie-Mélanie de Montjoye était la dame d'honneur d'Adélaïde d'Orléans.
Elle a été nommée dame de compagnie de Marie-Amélie avant qu'elle ne devienne reine, fut promue première d'honneur en 1830 et a conservé ce poste tout au long du règne de Louis-Philippe. Grâce à sa position, elle a accompagné la reine à des événements publics et était une personnalité bien connue. Elle est décrite comme l'amie et la confidente personnelle de la souveraine. À ce titre, elle pouvait exercer une certaine influence : par exemple, Gustave de Reiset a déclaré que sa carrière diplomatique a commencé en 1840 grâce à une recommandation de sa part.  
Elle a accompagné Marie-Amélie en exil en Angleterre après la révolution de février 1848 et meurt un an plus tard.

## Sources
- Souvenirs et chronique de la duchesse de Dino, nièce aimée de Talleyrand
- Année 1836
- Essai sur l'histoire de la maison et Baronnie de Montjoie
- Almanach royal
- Annuaire général du commerce, de l'industrie, de la magistrature
- Passages in Foreign Trave
- Biographie des dames de la cour et du faubourg Saint-Germain par un valet de
- Gustave de Reiset, Mes souvenirs, Plon-Nourrit, 1903.